# 朱熙宇
朱熙宇（1836年—1883年），字玉如，安徽徽州府休宁县人。咸丰己未举人，同治癸亥进士。
历任景山官学教习，河南陕州阌乡县知县、湖南沣州慈利县知县，赏戴花翎。
从堂侄孫朱錫蕃，光绪丁丑进士、朱铭瓚，光绪丁丑科兄弟同榜进士。